# Tsomgo-See
Der Tsomgo-See (auch Tsongmo-See oder Changu-See) ist ein glazialer See im östlichen Himalaya in Ost-Sikkim (Indien).
Der Gebirgssee befindet sich 15 km östlich der Hauptstadt Gangtok auf einer Höhe von 3780 m. Er besitzt eine Wasserfläche von 23,6 Hektar und einen Umfang von 2 km. Der ovalförmige See ist knapp einen Kilometer lang und besitzt eine mittlere Tiefe von 15 m.
Der See liegt im Einzugsgebiet des Rangpo Chhu, einem linken Nebenfluss der Tista.
Der Tsomgo-See ist von Gangtok über eine 40 km lange Straße erreichbar, die weiter zum Grenzpass Nathu La führt. Er gilt als „heiliger See“ und ist ein Touristenziel in Sikkim. Aufgrund der Nähe zur chinesischen Grenze sind spezielle Berechtigungen notwendig.

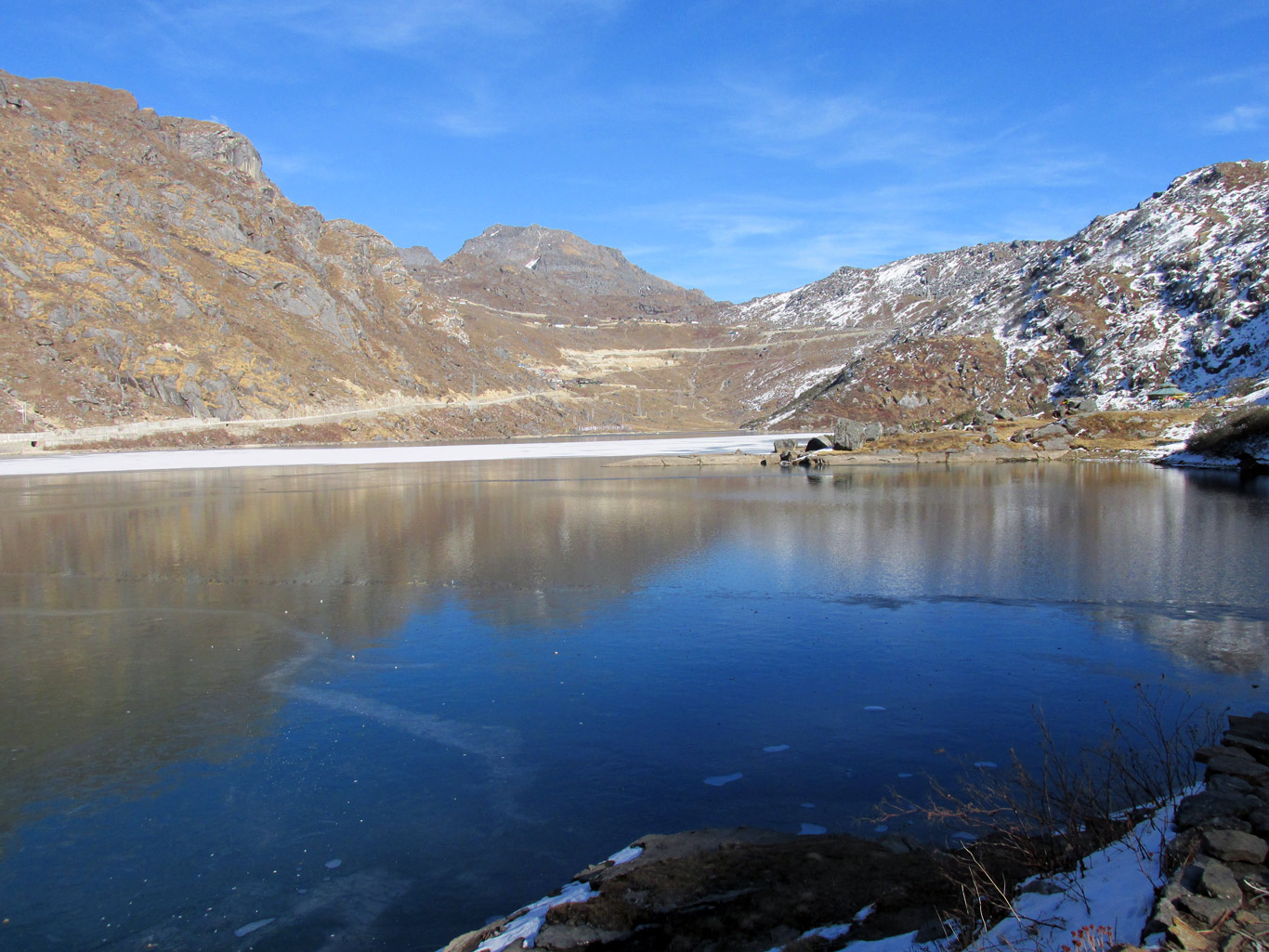
Tsomgo-See (Januar 2014)
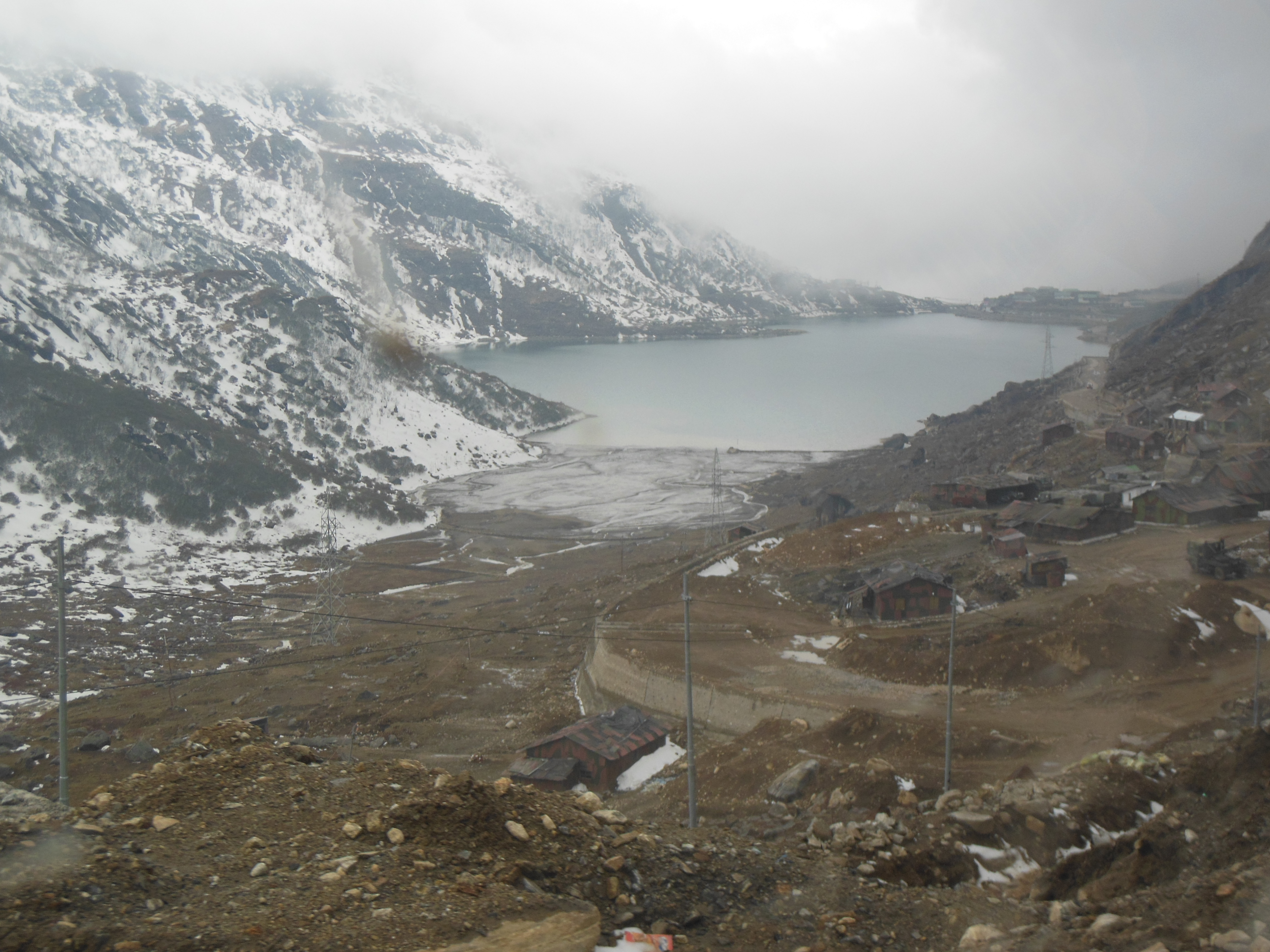
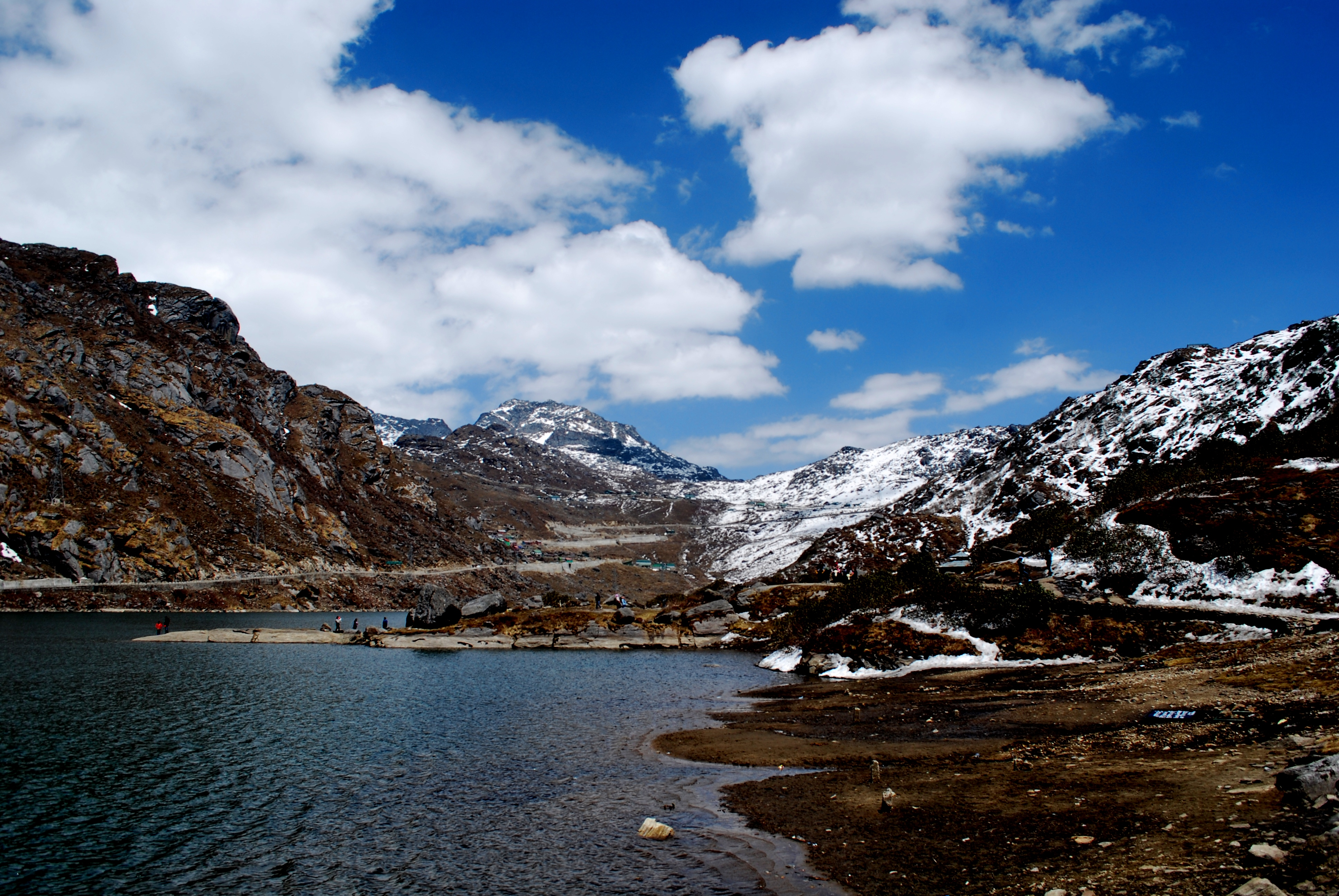
Tsomgo-See: April 2017
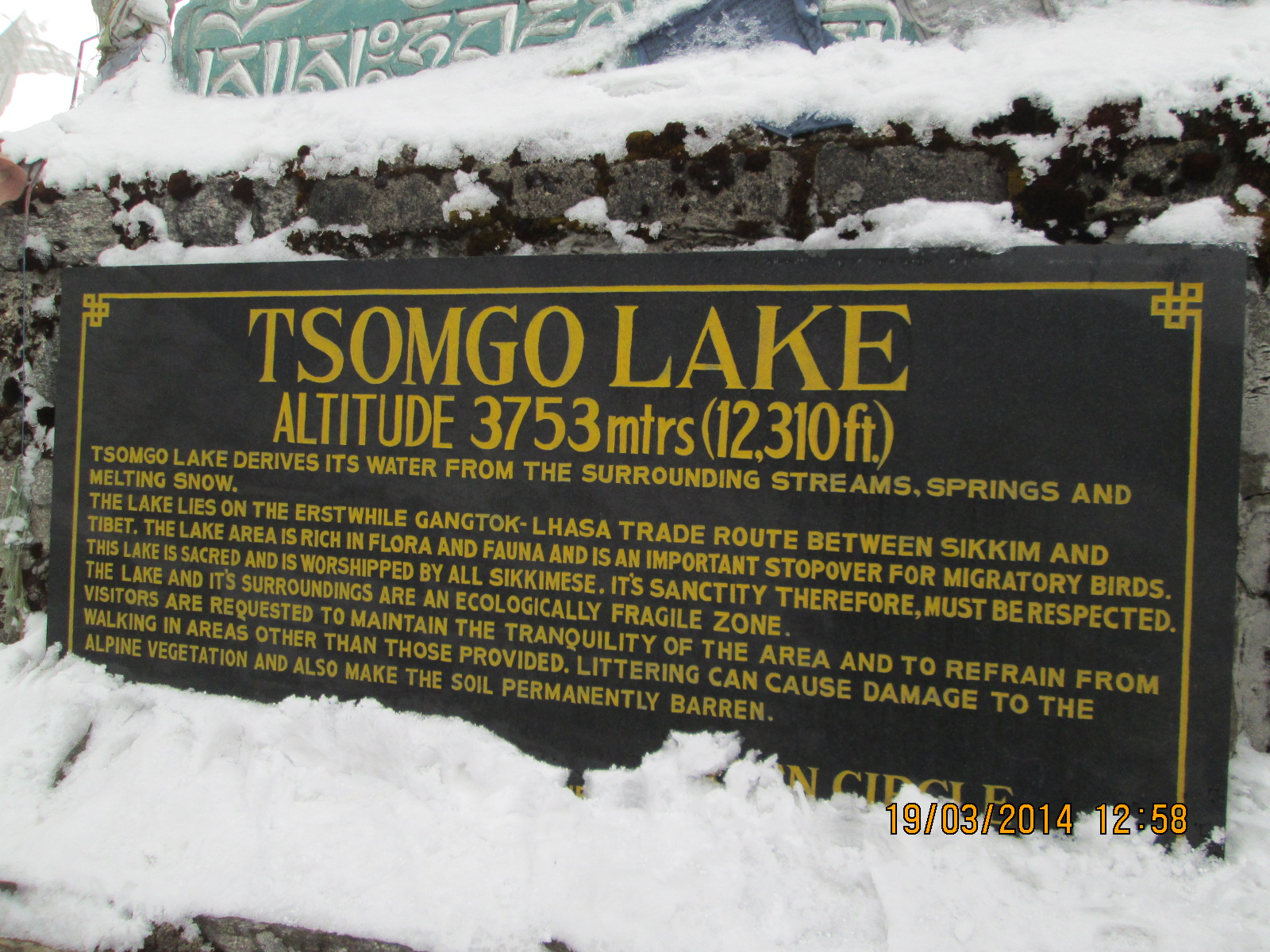
Bei frostigen Temperaturen
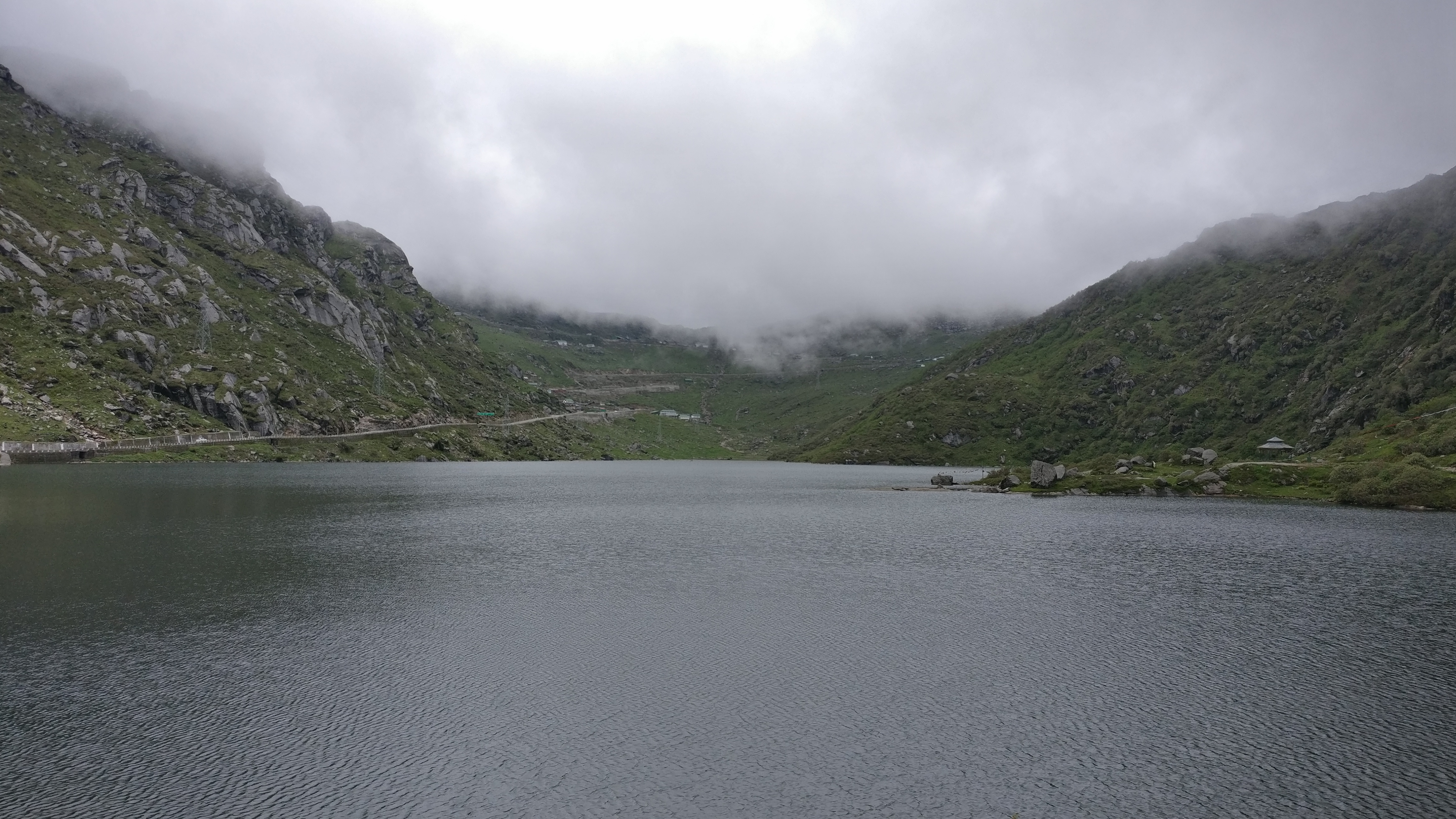
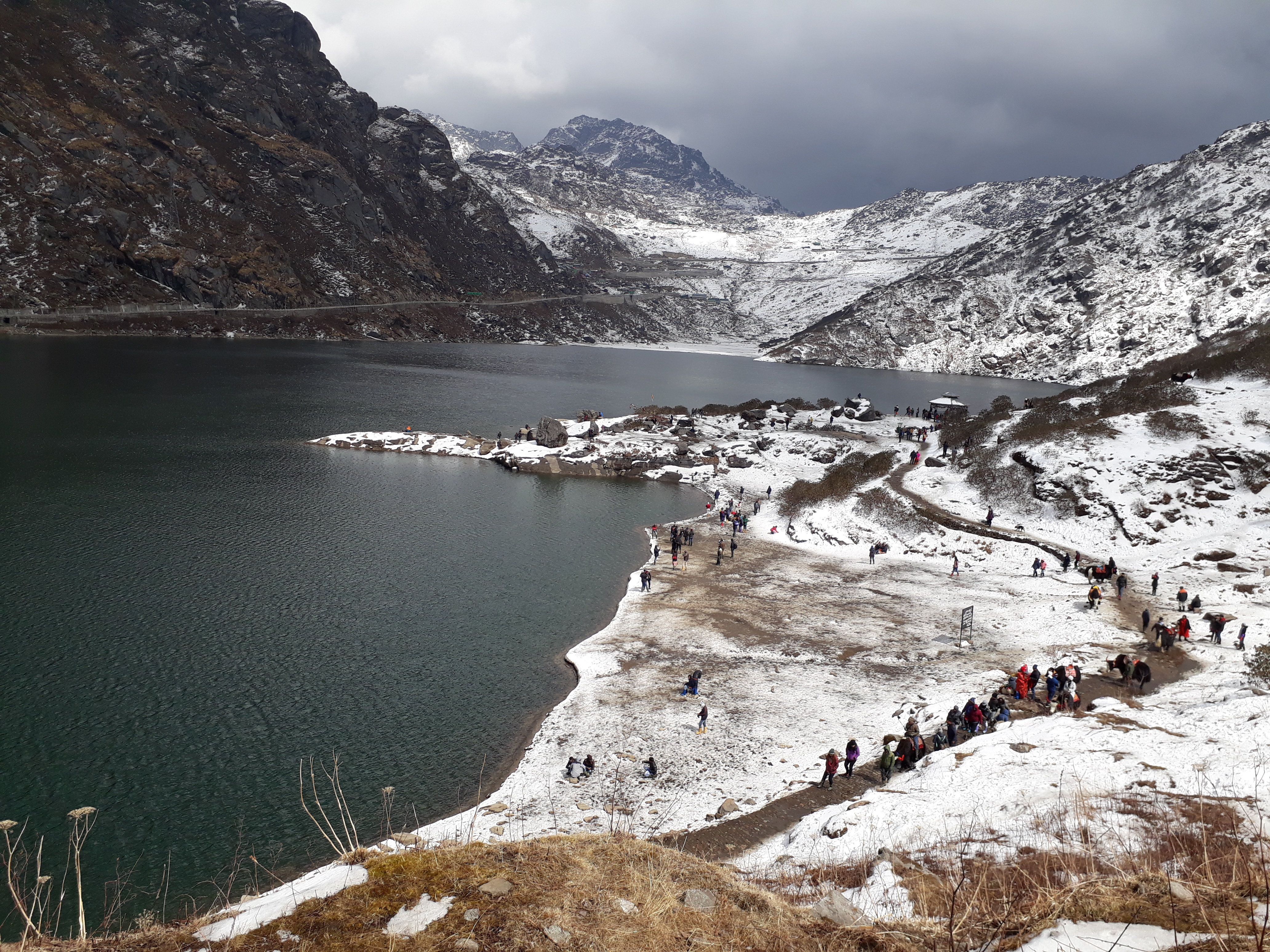
Sikkim